# Municipio de Haven (Minnesota)
El municipio de Haven (en inglés: Haven Township) es un municipio ubicado en el condado de Sherburne en el estado estadounidense de Minnesota. En el año 2010 tenía una población de 1986 habitantes y una densidad poblacional de 22,55 personas por km².

## Geografía
El municipio de Haven se encuentra ubicado en las coordenadas 45°31′5″N 94°4′28″O / 45.51806, -94.07444. Según la Oficina del Censo de los Estados Unidos, el municipio tiene una superficie total de 88.07 km², de la cual 85,35 km² corresponden a tierra firme y (3,09 %) 2,72 km² es agua.

## Demografía
Según el censo de 2010, había 1986 personas residiendo en el municipio de Haven. La densidad de población era de 22,55 hab./km². De los 1986 habitantes, el municipio de Haven estaba compuesto por el 98,04 % blancos, el 0,35 % eran afroamericanos, el 0,15 % eran amerindios, el 0,96 % eran asiáticos, el 0,15 % eran de otras razas y el 0,35 % eran de una mezcla de razas. Del total de la población el 0,55 % eran hispanos o latinos de cualquier raza.